# Syrien i olympiska sommarspelen 1948
Syrien deltog med en deltagare vid de olympiska sommarspelen 1948 i London. Landets deltagare erövrade ingen medalj.